# تازناخت
تازناخت (بالأمازيغية: ⵜⴰⵣⵏⴰⵅⵜ) هي مدينة مغربية تقع في غرب إقليم ورزازات. يحدها من الغرب إقليم تارودانت، ومن الشرق دائرة ورزازات ومدينة أكدز، ومن الشمال أمرزكان ومن الجنوب إقليم طاطا.

## التسمية
يرتبط اسم تازناخت بقبيلة إزناكن أو زناكة وهي قبيلة أمازيغية تنحدر من القبائل الواوزكيتية ذات الأصل الصنهاجي. لذلك تُعرف زرابي المنطقة بالزرابي الواوزكيتية.

## اقتصاد
تعرف المدينة والمناطق المحيطة بها بأنشطة اقتصادية مختلفة كالصناعة التقليدية مثل الزرابي والفلاحة والرعي.

## معرض الصور

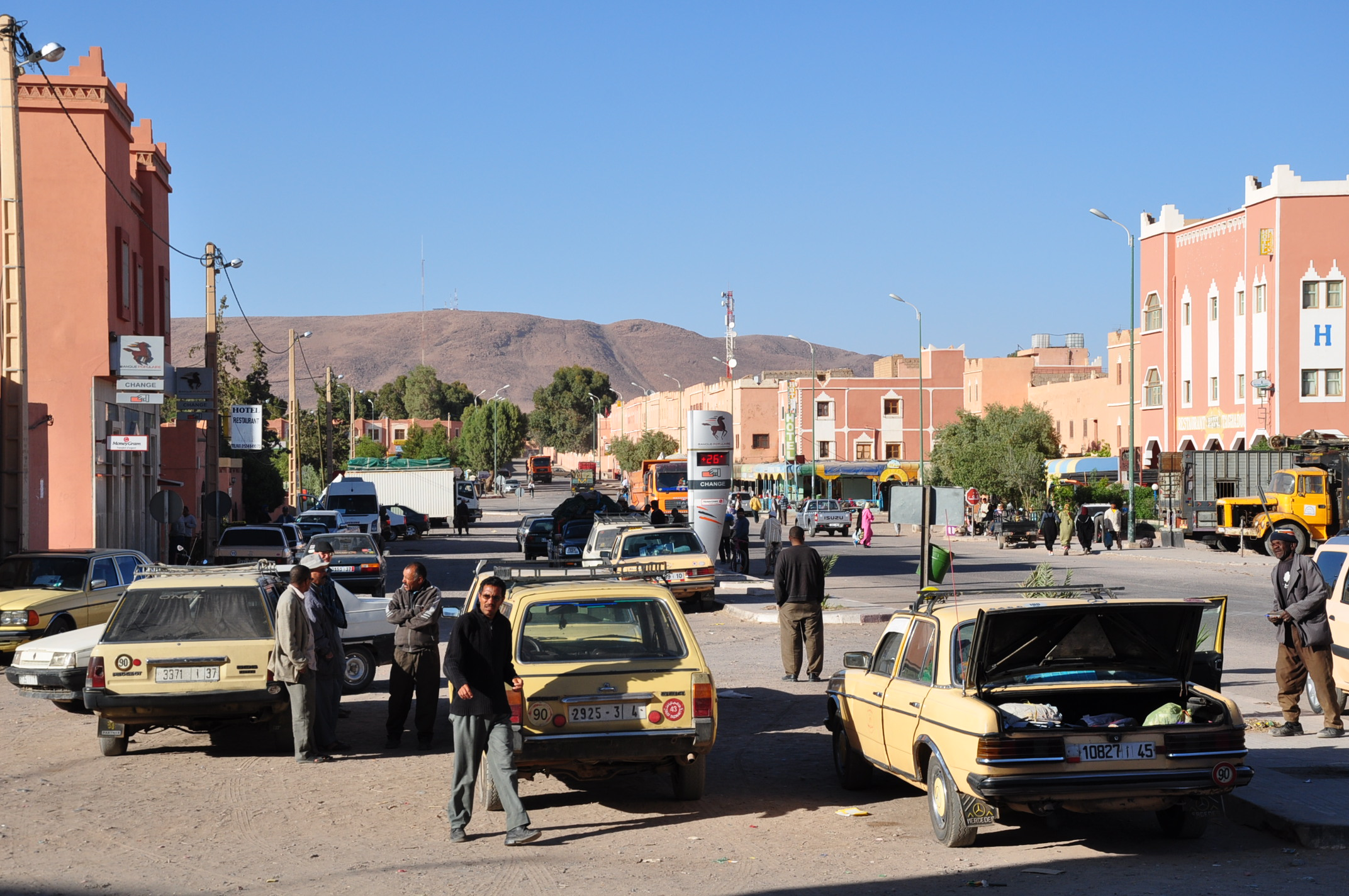
المحطة الطرقية في المدينة والتي تضم سياراة الأجرة الكبيرة والصغير و الحافلات
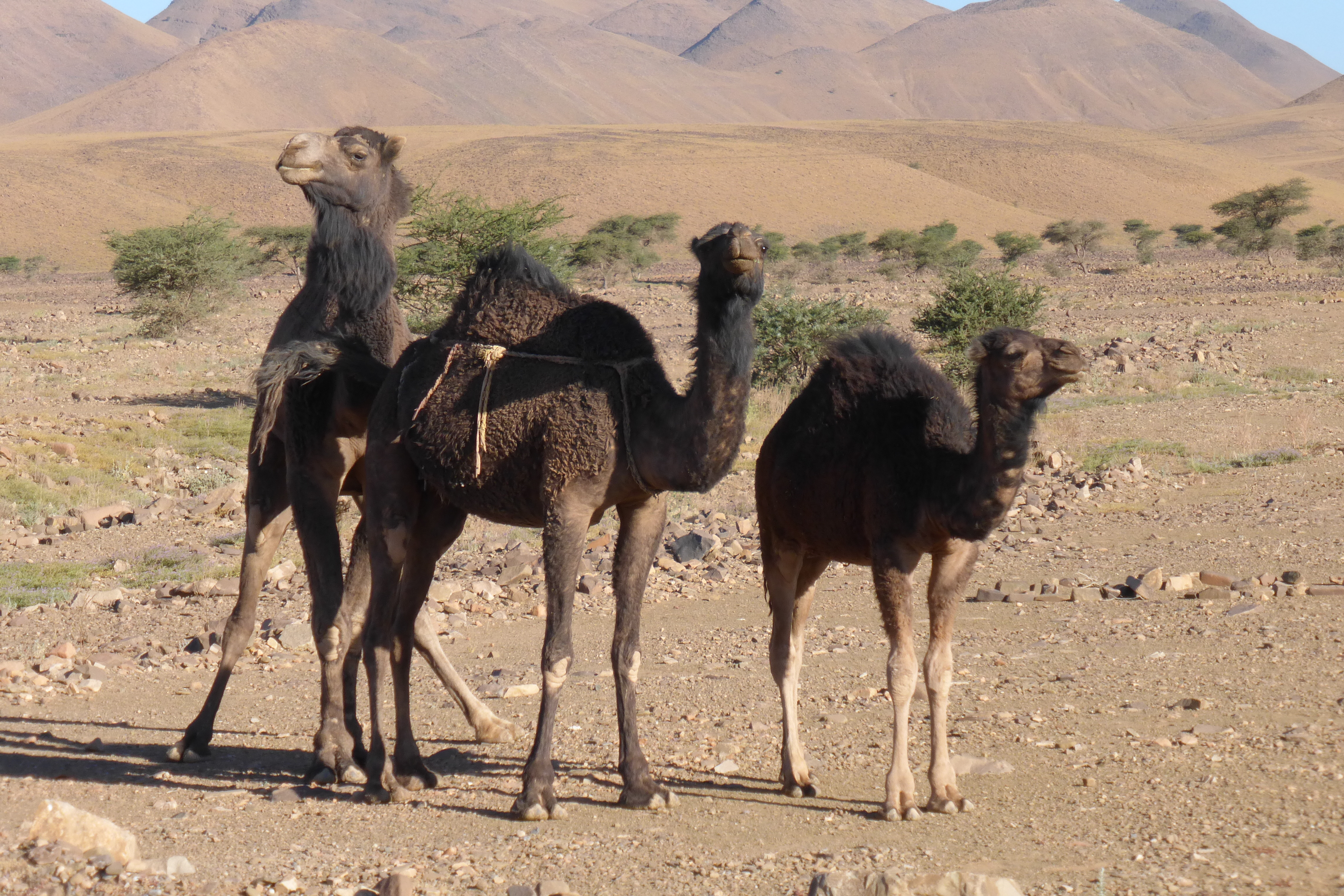
أنشطة رعي الجمال
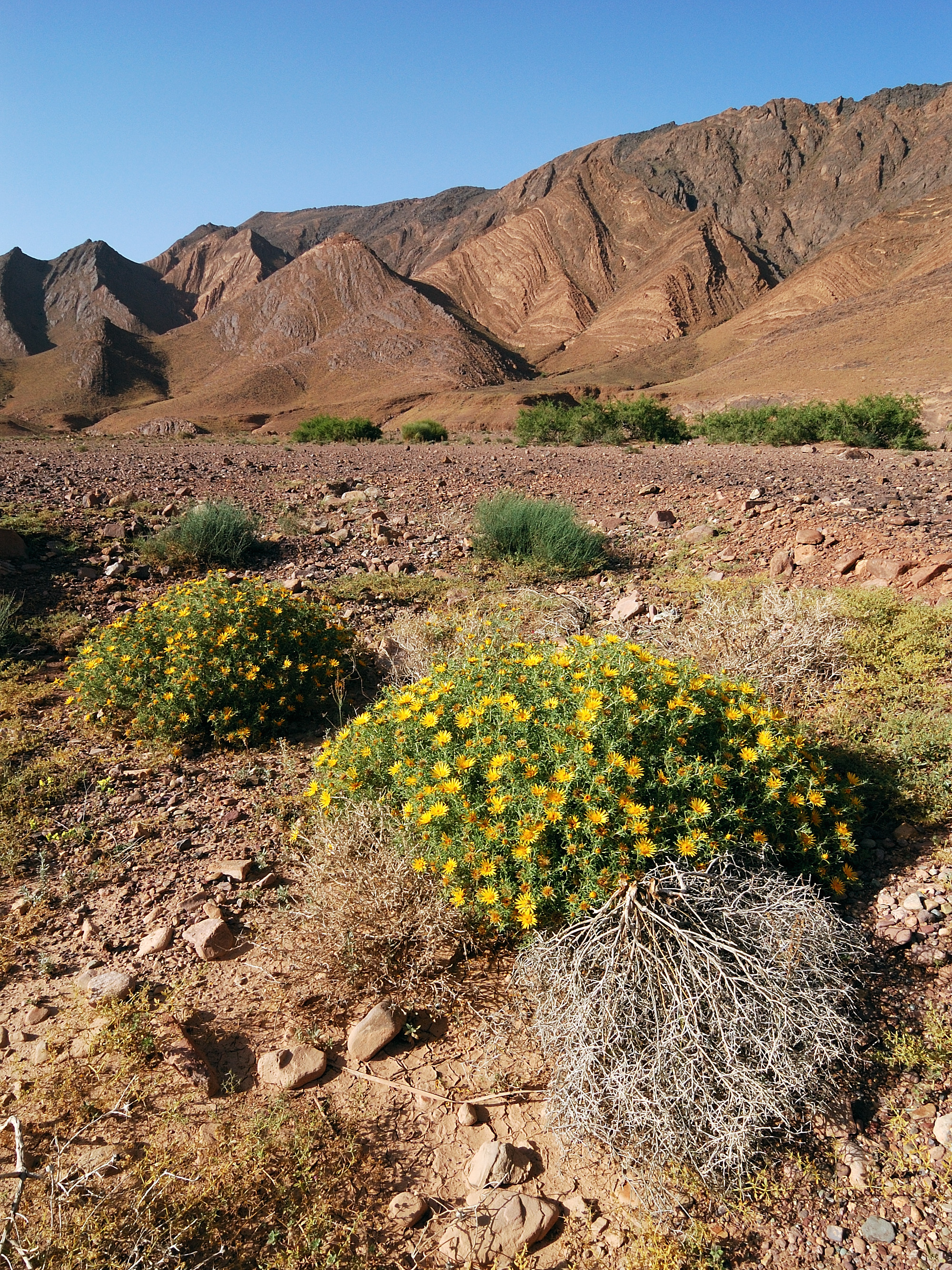
جبال ونباتات المنطقة